# Dydnia
Dydnia est un village du powiat de Brzozów, dans la voïvodie des Basses-Carpates, au sud-est de la Pologne. Il est le siège de la gmina appelée Gmina de Dydnia. Le village se situe à 11 km à l'Est de Brzozów et à 40km au Sud de Rzeszów, chef-lieu de la voïvodie. Le village comptait environ 1 600 habitants en 2008.